# Kai Zwicker
Kai Zwicker (* 5. Dezember 1967 in Gronau) ist ein deutscher Politiker (CDU). Er ist seit 2009 hauptamtlicher Landrat im Kreis Borken.

## Werdegang
Kai Zwicker lebt in Heek, ist verheiratet und hat einen Sohn. Zur Familie gehören auch die beiden Söhne seiner Frau aus erster Ehe. 
Nach dem Abitur und der Bundeswehr studierte Zwicker Rechtswissenschaften an der Westfälischen Wilhelms-Universität Münster. Anschließend arbeitete er von 1997 bis 1999 als Rechtsanwalt in einer mittelständischen Kanzlei in Gronau. Er promovierte über die Bedeutung der Bundesländer beim europäischen Integrationsprozess an der Universität Münster.
Schon als Jugendlicher interessierte er sich für Politik und wurde Mitglied der Jungen Union, später dann der CDU, in der er auf Orts- und Stadtverbandsebene aktiv wurde. Von 1989 bis 1994 war er als Sachkundiger Bürger in verschiedenen Ausschüssen der Stadt Gronau und des Kreises Borken tätig und von 1994 bis 1999 Mitglied des Rates der Stadt Gronau.
Am 12. September 1999 wurde Zwicker zum Bürgermeister von Heek gewählt. In seiner Amtszeit als Bürgermeister war er auch als stellvertretender Vorsitzender der Arbeitsgemeinschaft der Bürgermeister und Beigeordneten im Kreis Borken und als Mitglied des Aufsichtsrates der Wirtschaftsförderungsgesellschaft des Kreises Borken aktiv. Er wurde bei der Kommunalwahl am 30. August 2009 mit 62,1 Prozent der abgegebenen Stimmen zum hauptamtlichen Landrat im Kreis Borken gewählt. Am 21. Oktober 2009 trat er das Amt an. Am 25. Mai 2014 wurde er mit 63,2 Prozent der Stimmen in seinem Amt bestätigt.
Er gehört seit 1990 dem Kreisvorstand der CDU an, war Kreisvorsitzender und ist stellvertretender Landesvorsitzender der Kommunalpolitischen Vereinigung der CDU. Von 2009 bis 2016 war er Mitglied im CDU-Landesvorstand.
Seit Dezember 2014 ist Zwicker Vorsitzender des Verwaltungsrates der Sparkasse Westmünsterland, zudem ist er Aufsichtsratsvorsitzender der Regionalagentur Münsterland e.V.